# Me’ir Kohen (polityk)
Me’ir Kohen (hebr.: מאיר כהן, ang.: Meir Cohen, ur. 15 listopada 1955 w Mogadorze) – izraelski polityk, w latach 2013–2014 minister opieki społecznej, od 2013 poseł do Knesetu. Od 2021 do 2022 ponownie minister opieki społecznej i pracy w rządzie Naftalego Bennetta i Ja’ira Lapida.

## Życiorys
Urodził się 15 listopada 1955 w Mogadorze w Maroku. W 1962 wyemigrował do Izraela. Zamieszkał w Dimonie.
W wyborach parlamentarnych w 2013 po raz pierwszy dostał się do izraelskiego parlamentu. Wszedł w skład rządu Binjamina Netanjahu jako minister opieki społecznej. Zrezygnował ze stanowiska w grudniu 2014 po zdymisjonowaniu przez Netanjahu przewodniczącego partii Jest Przyszłość Ja’ira Lapida. W wyborach w 2015 ponownie zdobył mandat poselski. W kolejnych wyborach uzyskał reelekcję z koalicyjnej listy Niebiesko-Biali. Zarówno w dwudziestym jak i dwudziestym pierwszym Knesecie był zastępcą przewodniczącego.